# André du Pré
André du Pré (asi 1570 – ?) pocházel z Lectora v Gaskoňsku a byl královským radou.
Z knihy francouzských, latinských a gaskoňských básní z roku 1620 se dochoval jediný exemplář. Tohoto exempláře si v bordeuském knihkupectví v roce 1928 povšiml známý bibliofil Pau Rolland. Jeho přítel a milovník okcitánského jazyka a literatury Antonin Perbosc ho nakonec přesvědčil a Pau dal svolení, aby Antonin opsal a vydal alespoň gaskoňské básně. Vyšly až roku 1956 díky Ismaelu Girardovi. Po třech stoletích to byl objev nejvýraznějšího okcitánského milostného básníka.